# Amphipepleinae
Amphipepleinae is een onderfamilie van weekdieren uit de klasse van de Gastropoda (slakken).

## Geslachten
- Austropeplea Cotton, 1942
- Bullastra Bergh, 1901
- Lantzia Jousseaume, 1872
- Limnobulla Kruglov & Starobogatov, 1985
- Myxas G. B. Sowerby I, 1822
- Orientogalba Kruglov & Starobogatov, 1985
- Pacifimyxas Kruglov & Starobogatov, 1985
- Pectinidens Pilsbry, 1911
- Radix Montfort, 1810